# Пястув (Ґарволінський повіт)
Пястув (пол. Piastów) — село в Польщі, у гміні Желехув Ґарволінського повіту Мазовецького воєводства.
Населення — 423 особи (2011).
У 1975-1998 роках село належало до Седлецького воєводства.

## Демографія
Демографічна структура станом на 31 березня 2011 року:
|          | Загалом | Допрацездатний вік | Працездатний вік | Постпрацездатний вік |
| -------- | ------- | ------------------ | ---------------- | -------------------- |
| Чоловіки | 205     | 48                 | 135              | 22                   |
| Жінки    | 218     | 40                 | 132              | 46                   |
| Разом    | 423     | 88                 | 267              | 68                   |